# A40 (autoestrada)
O IC22 - Radial de Odivelas, é uma via rápida portuguesa com perfil de autoestrada. A numeração A40 está reservada caso esta estrada venha a ser convertida numa autoestrada. O IC22 é uma das mais curtas vias rápidas portuguesas, com uma extensão pouco superior a 4 km. Parte de Olival Basto, na confluência da Calçada de Carriche com a   A 8  e a   A 36 (CRIL) , passando junto ao perímetro urbano de Odivelas e terminando na   A 9 (CREL) , na zona de Montemor.
A   A 40  esteve integrada na Concessão Rodoviária da Grande Lisboa, atribuída à Ascendi até 11 de Janeiro de 2012. Depois dessa data passou a fazer parte da concessão da Estradas de Portugal S.A.
Traçado da A 40 no Google Maps e fotografias do Google StreetView

## Estado dos Troços
| Troço                     | Situação          | km  |
| ------------------------- | ----------------- | --- |
| Olival Basto - A 9 (CREL) | Em serviço (1995) | 4,4 |

## Saídas

### Olival Basto - Montemor
| Número da Saída                    | Nome da Saída                              | Estrada que liga    |
| ---------------------------------- | ------------------------------------------ | ------------------- |
|                                    | Lisboa                                     | Calçada de Carriche |
| 1                                  | Loures Algés / Sacavém                     | A 8 A 36 (CRIL)     |
| 2                                  | Odivelas (norte) / Ramada S. A. Cavaleiros |                     |
| 3                                  | Loures Caneças                             | N 250               |
| Praça de Portagem de Caneças (A 9) |                                            |                     |
| 4                                  | Oeiras / Cascais Loures / Alverca          | A 9 (CREL)          |